# 全ての爆弾の父
全ての爆弾の父（ロシア語: Овб : Отец всех бомб）は、ロシアによって開発されたODAB-9000 大出力ドロップ燃料気化爆弾（ロシア語: ОДАБ-9000 АВБПМ : Авиационная вакуумная бомба повышенной мощности）の通称である。英訳「Father of All Bombs」の頭字語であるFOABと表記されることもある。アメリカ合衆国が開発したMassive Ordnance Air Blast bombの4倍の威力があるとされている 。

## 概要
「全ての爆弾の父」の重量は7.1トンで、TNT換算で44トンの威力があるとされる。近接信管により空中で爆発し、超音速衝撃波および熱線で対象を破壊する。爆発時に中心部の温度は、アメリカ軍のMOABと比べて2倍にもなるという。2007年9月11日に実験が行われ、ツポレフTu-160戦略爆撃機から投下された。いくつかの小型の核兵器は、将来この兵器に置き換わるとされている。
なお、こういった宣伝内容が事実かどうかについては議論があった。 ロシア国防省が公開した映像では爆撃機から直接投下する形状では無かったこと などを理由に欧米メディアではたびたびこれがロシアの誇大されたプロパガンダであるという報道がなされていた ウクライナ侵攻以降ロシア国防省が滑空爆弾型である FAB-9000の写真を公開し 、FAB-9000の実戦投入が確認されこの論争は終結した。
なお、FAB-9000がウクライナ北東部ハルキウ州の戦場に投下されたとする映像が出回っているがこれはより小型のFAB-3000であるとの指摘もあり、FAB-9000の破壊力は映像の爆発をさらに上回る可能性がある。
| 指標      | MOAB        | FOAB                   |
| --------- | ----------- | ---------------------- |
| 重量:     | 10.3トン    | 7.1トン                |
| TNT換算:  | 11トン      | 44トン                 |
| 破壊半径: | 150メートル | 300メートル            |
| 誘導方式: | INS/GPS     | 不明 (おそらくGLONASS) |